# 高野紙
高野紙（こうやがみ）は紀州高野紙あるいは古沢紙とも呼ばれる。和歌山県九度山町と高野町で古くから作られていた和紙で、高野紙十郷と呼ばれる村でしか生産されていなかったといわれる。高野十郷は、現在の九度山町笠木、上古沢、中古沢、下古沢、椎出、河根、東郷の七村と高野町西郷、西細川、東細川の三村で、南海高野線沿線あるいは不動谷川流域地域にあたる。地域ごとに古沢紙、細川紙、河根紙といった細分呼称もあり、サイズ等若干の相違も見られるが、総称として高野紙または紀州高野紙と呼ぶ。一時は職人がほとんどいなくなり存続さえも危ぶまれたが、一人の女性が受け継いでいる。

## 歴史
高野紙の起源については二つの説話が残されている。一つは、伊都郡かつらぎ町新城に「楮（かご）の森丹生明神（丹生都比売（にゅうずひめ））の祭祀（さいし）が、楮の栽培と利用を教えた」というもの。もう一つは弘法大師が古佐布荘（九度山町古沢）で「紙の製法を教えた」というものである。 鎌倉時代初期には、高野山の経典の印刷用紙や経巻の書写用紙に使用。活字印刷が進んだ明治時代以降になると、紙の目が粗いため出版用紙に使われなくなったが、丈夫な厚紙なので、傘紙、障子紙、合羽、紙袋、提灯などに使用された。
埼玉県比企郡小川町で生産される細川紙は、高野山で修行した僧が細川というところで技術を習得し、故郷に伝えたと伝承され、道具、製法がきわめてよく似ている。2014年には細川紙がユネスコの無形文化遺産に登録されている。

## 高野紙にまつわる文化
作業唄として紙漉き唄が九度山町に伝わる。
古澤厳島神社等で和紙づくりの繁栄を祈念する祭事「えびすのお渡り」等が伝わっている。

## 高野紙の生産工程

### 楮（こうぞ）の採取
2～3年生の楮の葉の落ちたものから刈り取る。長さ1～1.2mにそろえて日陰に置き、乾燥しすぎないように保管する。

### 蒸す
使う前に1晩水に浸け柔らかくする。大きな窯に水をいれ、その中に楮をたて、上から楮蒸し桶をかぶせて2～3時間蒸す。

### 皮むき
ふかし終えた楮は温かいうちに皮をむく。外皮の黒皮と緑色のあま皮を小刀で削り、白皮にする。

### 煮る
皮むきした白皮を川に運び浸ける。大釜に水と煮熟剤としてソーダ灰（大正時代以前は木灰）を入れて煮沸させる。沸騰したら楮の皮をいれ、全体が煮えたら（1時間程度）止める。煮た楮の皮は灰汁をしぼる。

### 叩き解す
煮た楮を充分に水切りし、棒で打ち続ける。強く打ってむやみに叩き切るのではなく、繊維の束をほぐすように打つ。

### 漉く
水を張った漉き舟に叩き解した楮を入れ、トロロアオイの粘液を加えてさらにかき混ぜる。紙簀と桁を使って3回ほどすくい取る。漉き簀に竹ではなく萱（茅）を用いるのは他に類のない高野紙の特徴。萱（茅）は山上の標高が高いところで採れる細くて節の長いススキで、１つの漉き簀に使うのは150本程度。

### 干す
干し板に刷毛を使わず、紙の縁を指先で擦って押さえる。天日で乾燥させる。

## 紀州高野紙伝承体験資料館紙遊苑
紀州高野紙伝承体験資料館が九度山町「勝利寺」の境内にある。先代の住職の住居で、天皇・上皇の高野山参詣の宿泊所にもなっていた建物で、改修の後、1999年に「紙遊苑」として開館し、高野紙の紙漉き体験ができる。
南海高野線九度山駅から徒歩約30分（約1.5km）、またはJR西日本和歌山線高野口駅から徒歩約40分（約3.0km）。

## 普及活動
高野町内の旧西細川小学校で、地域住民の協力のもと「和紙の会」が開催されているほか、高野紙の研究や普及に努める「高野細川紙研究会」が結成されている。